# Padre Paraíso (kommun)
Padre Paraíso är en kommun i Brasilien.   Den ligger i delstaten Minas Gerais, i den sydöstra delen av landet, 700 km öster om huvudstaden Brasília. Antalet invånare är 18 852.
Följande samhällen finns i Padre Paraíso:
- Padre Paraíso

Omgivningarna runt Padre Paraíso är huvudsakligen savann. Runt Padre Paraíso är det glesbefolkat, med 17 invånare per kvadratkilometer.